# Palladijeve vile v Benečiji
Paladijeve vile v Benečiji so vile, ki jih je zasnoval renesančni arhitekt Andrea Palladio, vse stavbe pa so postavili v Benečiji, celinskem območju severovzhodne Italije, pod političnim nadzorom Beneške republike. Unesco je večino vil uvrstil na seznam kot del svetovne dediščine z imenom Mesto Vicenza in Palladijeve vile v Benečiji (City of Vicenza and the Palladian Villas of the Veneto).
Izraz vila je bil uporabljen za opis podeželske hiše. Pogosto so bogate družine v Benečiji imele hišo v mestu, imenovano palazzo – palača. V večini primerov so lastniki svoje palače in vile poimenovali z družinskim priimkom, torej na Palazzo Chiericati v Vicenzi in Villa Chiericati na podeželju, podobno je tudi Ca' Foscari v Benetkah in Vila Foscari na podeželju. Nekoliko zmedeno je več vil Pisani, med njimi dve Palladijevi.
UNESCO jih je leta 1994 uvrstil na seznam svetovne dediščine. Sprva se je vpis imenoval Vicenza, Palladijevo mesto (Vicenza, City of Palladio),  vključene so bile le stavbe v neposrednem območju Vicenze. To je bilo gledališče Teatro Olimpico, nekaj palač in nekaj vil ter različne druge vrste stavb. Vendar pa je večina preživelih Palladijevih vil ležala zunaj mesta. Zato so leta 1996 vpis razširili, od tod tudi nov naslov mesto Vicenza in Palladijeve vile Benečije. Današnje ime odraža dejstvo, da vključuje vile, ki jih je Palladio zasnoval po celotni Benečiji.

## Arhitektura vile[2]
Do leta 1550 je Palladio izdelal celo skupino vil, katerih razsežnost in dekoracija se je ujemala z bogastvom in družbenim položajem lastnikov: močna in zelo bogata družina Pisani, bankirji in beneški patriciji so imeli ogromne oboke in ložo fasade s kamnitimi slopi in rustikalnimi dorskimi pilastri; v svoji vili na Bertesini je premožni mladoletni kmet in solni davkar Taddeo Gazzotti dal pilastre izvesti v opeki, čeprav so bili kapiteli in baze vklesani v kamen; Biagio Saraceno v vili Saraceno je imel ložo s tremi oboki, vendar brez arhitekturnega reda. V vili Saraceno kot v Villa Pojana je dal Palladio dostojanstvo zunanjosti s preprosto postavitvijo in orkestracijo oken, pedimentov, ložinih arkad: njegovi manj bogati meceni so morali ceniti možnost, da lahko uživajo v impresivnih stavbah ne da bi morali za klesanje kamna in kamen na sploh porabiti veliko.
Palladijev ugled je bil sprva in po njegovi smrti utemeljen na njegovi spretnosti kot oblikovalcu vil. Med vojno Cambraiske lige (1509–1517) je bila povzročena precejšnja škoda na hišah, hlevih in podeželski infrastrukturi. Okrevanje do nekdanje stopnje blaginje na podeželju je bilo verjetno počasno in to šele v 1540-ih letih, z rastjo mestnega trga živil in odločitvijo na vladni ravni so se Benetke in Benečani osvobodili odvisnosti od uvoženega žita, predvsem žita iz vedno grozečega Osmanskega cesarstva, da se je ogromno vlagalo v kmetijstvo in strukture, potrebne za kmetijsko proizvodnjo. Lastniki zemljišč so desetletja vztrajno stali pod stabilno beneško vladavino, odkupovali so majhna posestva in utrjevali svoja posestva ne le z nakupom, temveč z zamenjavo pomembnih posesti z drugimi posestniki. Naložbe v namakanje in melioracijo z drenažo so še povečale dohodek bogatih lastnikov zemljišč.
Palladijeve vile (torej hiše lastnikov posesti) so zadovoljile potrebo po novi vrsti podeželskega prebivališča. Njihova zasnova implicitno priznava, da na podeželju ni bilo treba imeti velike palače po vzoru mestnih palač, saj so v resnici številne vile iz poznega 15. stoletja (kot je ogromna Palazzo Porto Colleoni Thiene, imenovana tudi "vila"). Nekaj manjšega, pogosto z le enim glavnim dnevnim nadstropjem, je bilo primerno kot središče za nadzor nad proizvodno dejavnostjo, iz katere je verjetno dobil velik del prihodkov lastnik in za navdušenje najemnikov in sosedov ter za zabavo pomembnih gostov.
Ta bivališča, čeprav včasih manjša od zgodnejših vil, so bila enako učinkovita za vzpostavitev družbene in politične prisotnosti na podeželju ter za sprostitev, lov in odhod iz mesta, ki je bilo vedno potencialno nezdravo. Fasade, na katerih prevladujejo pedimenti, ki so po navadi okrašeni z lastnikovim grbom, so oglaševale močno prisotnost na večini ravnega ozemlja in da bi bili vidne, ni treba da so bile visoke kot lastnikova mestna palača. Njihove lože so nudile prijeten prostor za posedanje ali pogovarjanje ali izvajanje glasbe v senci, dejavnosti, ki jih je mogoče videti v dekoracijah, na primer v vili Caldogno. Palladio je v notranjosti razdelil funkcije navpično in vodoravno. Kuhinje, shrambe, pralnice in kleti so bile v nizkem pritličju; dovolj prostora pod streho so uporabljali za shranjevanje najdragocenejšega proizvoda posestva, žita, ki je mimogrede služilo tudi za izolacijo spodnjih dnevnih prostorov. Na glavnem dnevnem nadstropju, ki so ga uporabljali družina in njihovi gostje, je bilo več javnih prostorov (loža, sala) na osrednji osi, levo in desno pa so bili simetrični stanovanjski prostori, ki so šli od velikih pravokotnih sob, preko kvadratnih srednje velikih prostorov, do majhnih pravokotnih, ki jih lastnik včasih uporablja kot kabinet ali pisarne za upravljanje posestva.
Lastnikova hiša pogosto ni bila edina stavba, za katero je bil odgovoren Palladio. Vile so bile kljub neprilagojenemu videzu in odprti loži še vedno neposredne potomke gradov in so bile obdane z obzidanim ograjenim prostorom, ki jim je dajal nekaj potrebne zaščite pred razbojniki in roparji. V ograjenem prostoru (cortivo) so bili skednji, golobnjaki, peči za kruh, piščančje obore, hlevi, nastanitev za upravnika in hlapce, mesta za pripravo sira, stiskanje grozdja itd. Že v 15. stoletju je bilo običajno ustvariti dvorišče pred hišo, ločeno od kmečkega dvorišča s skednji, živalmi in podom za mlatenje. Vrtovi, zelenjavni in zeliščni vrtovi, ribniki z ribami in skoraj vedno velik sadovnjak (brolo) so bili zbrani okoli ali znotraj glavnega dvorišča.
Palladio je v svojih načrtih poskušal uskladiti vse te raznolike elemente, ki so v prejšnjih kompleksih običajno našli svoje mesto ne na podlagi preučitve simetrije, vidika in arhitekturne hierarhije, temveč oblike razpoložljivega območja, ki ga običajno opredeljujejo ceste in vodotoki. Pomembna je bila tudi orientacija: Palladio v I quattro libri dell'architettura navaja, da naj bodo hlevi obrnjeni proti jugu, tako da bo seno ostalo suho in tako preprečuje, da bi fermentiralo in se vžgalo.
Palladio je navdih našel v velikih antičnih kompleksih, ki so bodisi spominjali na podeželske hiše, obdane z gospodarskimi poslopji, ali za katere je dejansko razmišljal o stanovanjski legi - primer je Tempelj Herkula Viktorja v Tivoliju, ki ga je pregledal. Jasno je na primer, da je ukrivljene skednje, ki obdajajo veličastno fasado vile Badoer, nakazoval tisto, kar je bilo vidno na Avgustovem forumu. Palladio v svoji knjigi po navadi prikazuje vile kot simetrične: vendar bi vedel, da pogosto, razen če so skednji na levi in desni strani hiše obrnjene proti jugu, kot pri vili Barbaro pri Maserju, kompleks ne bi bil zgrajen simetrično. Primer je Villa Pojana, kjer je velik skedenj, z lepimi dorskimi kapiteli, zagotovo zasnoval Palladio. Obrnjen je proti jugu in ni uravnotežen s podobnim elementom na drugi strani hiše.

## Seznam
Na območju svetovne dediščine so naslednje vile:
| #                 | Ime                                          | Lokacija                 | Pokrajina | koordinate |                                               |
| ----------------- | -------------------------------------------- | ------------------------ | --------- | ---------- | --------------------------------------------- |
| 712-001 (23 site) | Mesto Vicenza in Palladijeve vile v Benečiji | Vicenza                  | Vicenza   |            | 45°32′57″N 11°32′58″E / 45.54917°N 11.54944°E |
| 712-002           | Vila Trissino                                | Vicenza                  | Vicenza   |            | 45°33′55″N 11°32′49″E / 45.56528°N 11.54694°E |
| 712-003           | Vila Gazzotti Grimani                        | Vicenza                  | Vicenza   |            | 45°33′13″N 11°34′30″E / 45.55361°N 11.57500°E |
| 712-004           | Vila Almerico Capra, La Rotonda              | Vicenza                  | Vicenza   |            | 45°31′54″N 11°33′36″E / 45.53167°N 11.56000°E |
| 712-005           | Vila Angarano                                | Bassano del Grappa       | Vicenza   |            | 45°46′50″N 11°43′25″E / 45.78056°N 11.72361°E |
| 712-006           | Vila Caldogno                                | Caldogno                 | Vicenza   |            | 45°36′26″N 11°30′24″E / 45.60722°N 11.50667°E |
| 712-007           | Vila Chiericati                              | Grumolo delle Abbadesse  | Vicenza   |            | 45°30′16″N 11°39′12″E / 45.50444°N 11.65333°E |
| 712-008           | Vila Forni Cerato                            | Montecchio Precalcino    | Vicenza   |            | 45°39′11″N 11°33′40″E / 45.65306°N 11.56111°E |
| 712-009           | Vila Godi                                    | Lonedo di Lugo Vicentino | Vicenza   |            | 45°44′44″N 11°31′43″E / 45.74556°N 11.52861°E |
| 712-010           | Vila Pisani                                  | Bagnolo di Lonigo        | Vicenza   |            | 45°21′31″N 11°22′10″E / 45.35861°N 11.36944°E |
| 712-011           | Vila Pojana                                  | Poiana Maggiore          | Vicenza   |            | 45°16′54″N 11°30′03″E / 45.28167°N 11.50083°E |
| 712-012           | Vila Saraceno                                | Agugliaro                | Vicenza   |            | 45°18′38″N 11°35′12″E / 45.31056°N 11.58667°E |
| 712-013           | Vila Thiene                                  | Quinto Vicentino         | Vicenza   |            | 45°34′22″N 11°37′47″E / 45.57278°N 11.62972°E |
| 712-014           | Vila Trissino                                | Sarego                   | Vicenza   |            | 45°25′42″N 11°24′49″E / 45.42833°N 11.41361°E |
| 712-015           | Vila Valmarana                               | Bolzano Vicentino        | Vicenza   |            | 45°35′01″N 11°36′41″E / 45.58361°N 11.61139°E |
| 712-016           | Vila Valmarana                               | Monticello Conte Otto    | Vicenza   |            | 45°34′58″N 11°35′40″E / 45.58278°N 11.59444°E |
| 712-017           | Vila Badoer, «La Badoera»                    | Fratta Polesine          | Rovigo    |            | 45°01′48″N 11°38′46″E / 45.03000°N 11.64611°E |
| 712-018           | Vila Barbaro                                 | Maser                    | Treviso   |            | 45°48′20″N 11°58′48″E / 45.80556°N 11.98000°E |
| 712-019           | Vila Emo                                     | Vedelago                 | Treviso   |            | 45°42′43″N 11°59′23″E / 45.71194°N 11.98972°E |
| 712-020           | Vila Zeno                                    | Cessalto                 | Treviso   |            | 45°42′11″N 12°38′20″E / 45.70306°N 12.63889°E |
| 712-021           | Vila Foscari, La Malcontenta                 | Mira                     | Venice    |            | 45°26′07″N 12°12′01″E / 45.43528°N 12.20028°E |
| 712-022           | Vila Pisani                                  | Montagnana               | Padua     |            | 45°13′37″N 11°28′07″E / 45.22694°N 11.46861°E |
| 712-023           | Vila Cornaro                                 | Piombino Dese            | Padua     |            | 45°36′14″N 11°59′57″E / 45.60389°N 11.99917°E |
| 712-024           | Vila Serego                                  | San Pietro in Cariano    | Verona    |            | 45°29′58″N 10°55′32″E / 45.49944°N 10.92556°E |
| 712-025           | Vila Piovene                                 | Lugo Vicentino           | Vicenza   |            | 45°44′48″N 11°31′36″E / 45.74667°N 11.52667°E |

### Druge
Druge vile, ki jih je oblikoval Palladio, vendar dejansko niso vključene na seznam svetovne dediščine:
| # | Ime                | Lokacija                        | Province | koordinate                                      | Opomba                                                         |
| - | ------------------ | ------------------------------- | -------- | ----------------------------------------------- | -------------------------------------------------------------- |
|   | Trakt Ville Thiene | Cicogna of Villafranca Padovana | Padova   | 45°30′11″N 11°47′32″E / 45.5031°N 11.7923°E     | nedokončana, zgrajena samo barchessa                           |
|   | Vila Repeta        | Campiglia dei Berici            | Vicenza  | 45°20′33″N 11°32′23″E / 45.3425°N 11.5396°E     | uničil požar in zgradili v drugi obliki                        |
|   | Villa Porto        | Molina di Malo                  | Vicenza  |                                                 | unfinished                                                     |
|   | Vila Porto         | Vivaro di Dueville              | Vicenza  |                                                 | egotova atribucija, vendar se tradicionalno pripisuje Palladiu |
|   | Vila Contarini     | Piazzola sul Brenta             | Padova   | 45°32′38″N 11°47′07″E / 45.543858°N 11.785262°E | prvotno jedro vile je bil verjetno Palladijevo                 |
|   | Vila Arnaldi       | Sarego                          | Vicenza  |                                                 | nedokončana                                                    |

Palladio je v Quattro libri (1570) objavil druge projekte vil, vendar nerealizirane. Med njimi Villa Mocenigo a Maroko (zdaj v Mogliano Veneto)  in Villa Mocenigo alla Brenta.